# Chu Yuan
 (avril 2024).
Si vous disposez d'ouvrages ou d'articles de référence ou si vous connaissez des sites web de qualité traitant du thème abordé ici, merci de compléter l'article en donnant les références utiles à sa vérifiabilité et en les liant à la section « Notes et références ».
Dans ce nom chinois, le nom de famille, Chu, précède le nom personnel.
Pour les articles homonymes, voir Chu.
Chu Yuan (楚原 en chinois, donnant Chor Yuen dans une transcription du cantonais) né le 8 octobre 1934 à Canton et mort le 21 février 2022, est un réalisateur hongkongais. Il est un des réalisateurs majeurs de la Shaw Brothers dans les années 1970 et 1980.

## Biographie

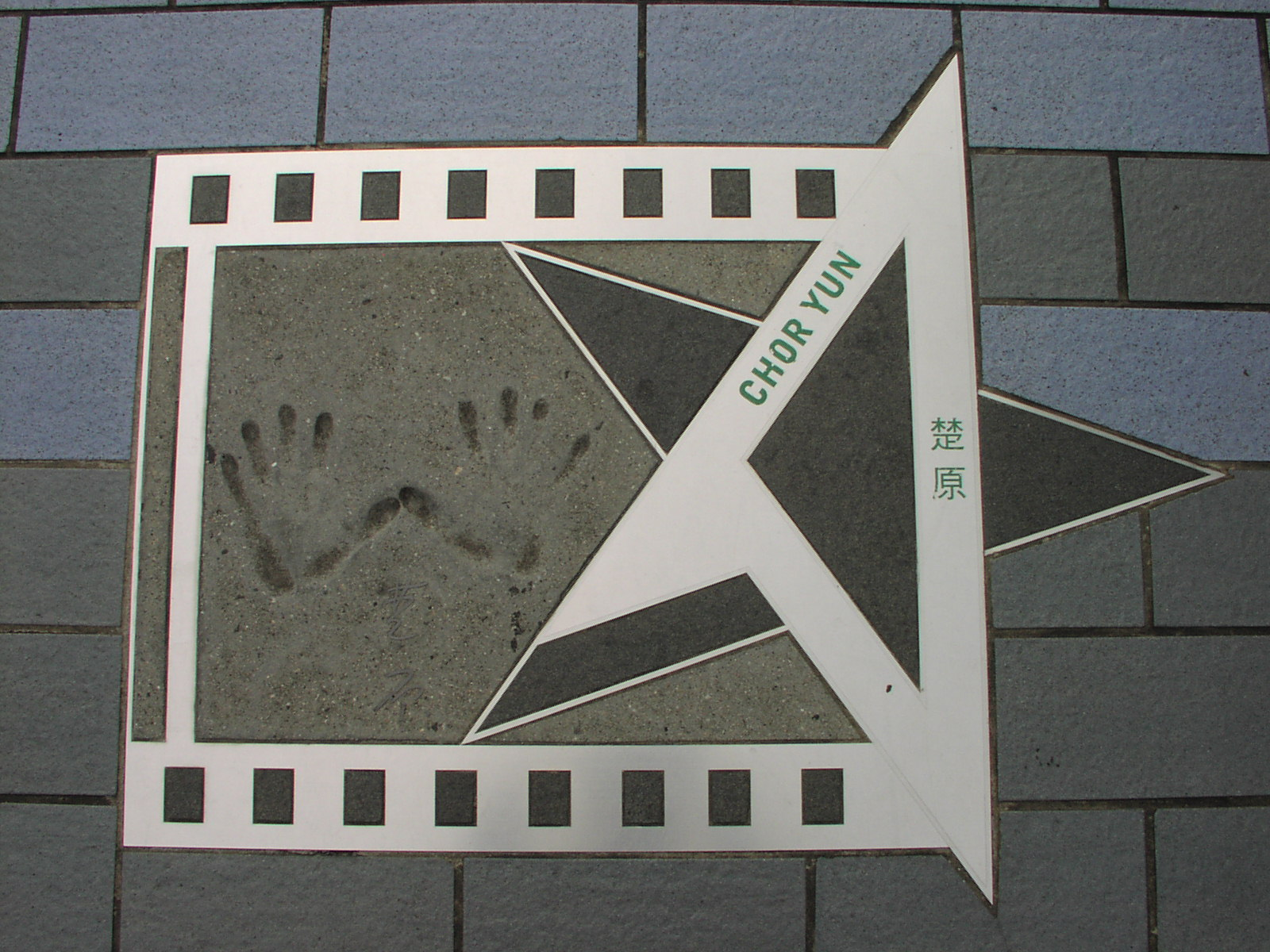
Empreintes sur l'avenue des Stars à Hong Kong.

Né dans une famille de comédiens, il étudie la chimie mais entre dans le monde du cinéma.
Après avoir réalisé environ 70 films en cantonais, il réalise en 1970 son premier film en mandarin qui est aussi son premier wu xia pian (film de cape et d'épée), Cold Blade, pour la Cathay. 
Il entre l'année suivante à la Shaw Brothers où il réalise plusieurs succès, dont Intimate Confessions of a Chinese Courtesan et The House of 72 Tenants qui relance le cinéma en cantonais. Par la suite, il réalise de nombreux wu xia pian, qui sont le plus souvent des adaptations de romans de Gu Long mettant en scène des héros solitaires (souvent interprétés par Ti Lung) qui errent dans de magnifiques décors de studio. Parmi les wu-xia pian les plus représentatifs de ces caractéristiques figurent Le Sabre infernal (1976), Le Tigre de jade (1977), Le Poignard volant (1977).

## Filmographie partielle
- 1957 : The Whispering Palm
- 1959 : Grass by the Lake
- 1962 : A Time for Mourning
- 1964 : Diary of a Chauvinistic Husband
- 1966 : The Thief with Baby Face
- 1968 : Young, Pregnant and Unmarried
- 1969 : Wise Wives and Foolish Husbands
- 1970 : Cold Blade
- 1971 : The Ghost's Revenge
- 1971 : Duel for Gold
- 1972 : The Lizard
- 1972 : Intimate Confessions of a Chinese Courtesan
- 1972 : Le Tueur de Hong-Kong
- 1973 : The Bastard
- 1973 : The Villains
- 1973 : The House of 72 Tenants
- 1973 : Haze in the Sunset
- 1974 : Sex, Love and Hate
- 1974 : Hong Kong 73
- 1974 : Sorrow of the Gentry
- 1975 : The Big Holdup
- 1975 : Lover's Destiny
- 1976 : La Guerre des clans
- 1976 : Farewell to a Warrior
- 1976 : Le Sabre Infernal (The Magic Blade)
- 1976 : The Web of Death
- 1977 : Le Complot des Clans (Clans of Intrigue)
- 1977 : Le Tigre de Jade  (Jade Tiger)
- 1977 : Death Duel
- 1977 : Le Poignard volant  (The Sentimental Swordsman)
- 1977 : Pursuit of Vengeance
- 1978 : Heroes Shed No Tears
- 1978 : Clan of Amazons
- 1978 : L'Île de la bête (en) (Legend of the Bat)
- 1978 : Swordsman and Enchantress
- 1978 : Heaven Sword and Dragon Sabre
- 1978 : Heaven Sword and Dragon Sabre 2
- 1979 : Full Moon Scimitar
- 1979 : Murder Plot
- 1979 : The Proud Twins
- 1979 : The Forbidden Past
- 1980 : Bat Without Wings
- 1980 : Haunted Tales
- 1980 : The Convict Killer
- 1981 : Return of the Sentimental Swordsman
- 1981 : The Emperor And His Brother
- 1981 : The Duel Of The Century
- 1981 : Black Lizard
- 1982 : The Spirit Of The Sword
- 1982 : Perils Of The Sentimental Swordsman
- 1983 : The Roving Swordsman
- 1983 : Crazy 83
- 1983 : Descendant Of The Sun
- 1983 : The Enchantress
- 1983 : Mad Mad 83
- 1984 : Lust For Love Of A Chinese Courtesan
- 1984 : The Hidden Power of the Dragon Sabre (en)
- 1985 : Let's Have a Baby
- 1985 : Fascinating Affairs
- 1986 : Last Song in Paris
- 1987 : That Enchanting Night
- 1988 : Diary Of A Big Man
- 1990 : The Legend Of Lee Heung Kwan
- 1990 : Blood Stained Tradewinds
- 1990 : Sleazy Dizzy

### Acteur
- 1989 : Little Cop